# 袴腰山 (富山県)
袴腰山（はかまごしやま）は、富山県南砺市にある山。ただし、2万5千分の1地形図には山名の記載はない。そのため標高の記載には1165m、1163m、1159mとばらつきがある。東海北陸自動車道の袴腰トンネルのほぼ真上にある。富山県登山連盟の富山の百山の一つ。

## 概要
登山道の途中にはこの山の特徴でもある急斜面がある。
山頂の平坦地には1966年（昭和41年）にできた展望台があり、白山や立山連峰などの周囲の山や、金沢市街地などが見える。

## 山名の由来
山容が袴の腰板にそっくりであったからとされている。

## 生態
山頂の平坦地にホンシャクナゲの群生があるほか、南麓の台地にある池の平キャンプ場の、浮島がある池にトキソウが一面に咲き、カタクリの群生もある。